# Доменико Тедеско
Доменико Тедеско (итал. Domenico Tedesco је италијанско-немачки фудбалски менаџер који је тренутно селектор белгијске фудбалске репрезентације.

## Биографија
Доменико Тедеско је рођен 12. септембра 1985. године у Италији, у месту Росано, у провинцији Калабрија. Када је Тедеско имао две године, његова породица се преселила из италијанске покрајине Козенца у област Еслинген у немачкој држави Баден-Виртемберг. У Немачкој је његов отац имао сопствену новинску публикацију, у коју је Доменико паковао новине да би зарадио новац за своје студије. Још као школарац окушао се као спортски новинар. У седмом разреду је сам обављао праксу у публикацији Еслингер. У једном од својих интервјуа, већ као тренер, рекао је да је на тренингу интервјуисао тренер клуба Штутгартер Кикерс, Михаела Фајхтенбајнера.
Након завршеног стручног усавршавања за трговца у велепродаји и спољној трговини, Тедеско је стекао и звање дипломираног индустријског инжењера и магистра менаџмента иновација.

## Играчка каријера
Доменико заправо никада није био професионални фудбалер, играјући целу своју каријеру само на аматерском нивоу у Крејслиги (9. степен лиге) за клуб Ајхвалд, где је играо као централни везни. Овај клуб, где је Доменико радио и са децом до девет година, постао је први у његовој тренерској каријери.

## Тренерска каријера
Дана 8. марта 2017. године постављен је за менаџера друголигаша Ерзгебирге. Управљао је клубом у једанаест првенствених мечева и победили су шест пута, што је било довољно поена да остану у лиги.
Од сезоне 2017–18, постављен је за главног тренера Шалкеа 04, потписавши уговор на две године. Прву сезону су завршили на другом месту иза минхенског Бајерна. У наредној сезони, дупло оптерећење због УЕФА Лиге шампиона, слабљење састава и финансијски проблеми клуба утицали су на учинак, па је отпуштен после пораза од Манчестер ситија.
Дана 14. октобра 2019. године, Доменико Тедеско је именован за тренера руског Спартака из Москве до лета 2021. године. Постао је први немачки тренер клуба. У време његовог именовања, клуб је био на 9. месту са 14 бодова након 12 кола. Завршили су сезону на 7. месту. У децембру 2020. године, Тедеско је најавио да неће обновити уговор који му истиче. У својој последњој сезони завршио је са тимом као освајач сребрне медаље.
Дана 9. децембра 2021. преузео је вођење РБ Лајпцига од Американца Џесија Марша. У полуфиналу Лиге Европе 2021-2022, шкотски Ренџерс је испратио свој тим са 3-2. Дана 21. маја освојио је први трофеј клуба против СЦ Фрајбурга након што су победили на пенале у финалу Купа Немачке. Отпуштени су 7. септембра 2022. након што су изгубили 4–0 од Ајнтрахта из Франкфурта, а затим 4–1 од Шахтјора из Доњецка.
За селектора белгијске репрезентације постављен је 8. фебруара 2023. године, где је потписао уговор до краја Европског првенства 2024. године. Белгија је у првим утакмицама под вођством Тедеска савладала репрезентацију Шведске 24. марта 2023. (3:0) у 1. колу квалификационог турнира за Евро 2024, а победила је и репрезентацију Немачке 28. марта 2023. (3:2) у пријатељској утакмици. Тедеско је постао трећи тренер који је стартовао са две победе након што је постављен у белгијски тим. Репрезентација Белгије је 13. октобра 2023. године под вођством Тедеска савладала репрезентацију Аустрије (3:2) и тиме се пре рока пласирала у завршни део Евра 2024. из групе Ф. 14. марта 2024. продужио је уговор са репрезентацијом Белгије до 2026. године. 17. јуна 2024. године доживео је први пораз на челу репрезентације Белгије, изгубивши од репрезентације Словачке на Еуру 2024. резултатом 0:1. Затим су у 1/8 финала изгубили од француског тима резултатом 1:0, а Јан Вертонген је постигао једини гол у свој гол, чиме је завршио наступ на Европском првенству. Дана 7. јула 2024. спортски директор Краљевског фудбалског савеза Белгије, Франк Верцаутерен, најавио је да ће Тедеско наставити да води национални тим.